# Seezeit Studierendenwerk Bodensee
Seezeit Studierendenwerk Bodensee ist ein Studierendenwerk am Bodensee mit Sitz in Konstanz. Es ist für circa 27.000 Studierende an sieben Hochschulen in Konstanz, Friedrichshafen, Weingarten und Ravensburg zuständig. Es werden rund 250 Mitarbeiter für Mensen und Cafeterien, Wohnraum sowie Studienfinanzierung, Beratung und Kinderbetreuung beschäftigt.

## Geschichte
Drei Jahre nach Gründung der Universität Konstanz wurde das „Studentenwerk Konstanz“ im Jahr 1969 als Anstalt des öffentlichen Rechts auf Verordnung des Kultusministeriums gegründet. Im Jahr 2005 wurde das Studentenwerk Konstanz in „Seezeit Studentenwerk Bodensee“ umbenannt und als Wortmarke Seezeit ins Markenregister eingetragen. Die im Jahr 2014 vollzogene Namensänderung in „Seezeit Studierendenwerk Bodensee“ ist auf die entsprechende Anpassung der Gesetzestexte für die Studentenwerke im Land Baden-Württemberg zum 1. April 2014 zur Geschlechtergleichstellung zurückzuführen. Auch im Markenregister wurde der Name angepasst.

## Betreute Hochschulen
Das Seezeit Studierendenwerk Bodensee betreut insgesamt sechs Hochschulen in der Bodenseeregion. Darunter fallen:
- Universität Konstanz
- Hochschule Konstanz Technik, Wirtschaft und Gestaltung (HTWG Konstanz)
- Duale Hochschule Baden-Württemberg Ravensburg (DHBW Ravensburg)
- Ravensburg Weingarten University of Applied Sciences (RWU)
- Pädagogische Hochschule Weingarten (PH)
- Zeppelin Universität (nur BAföG-Betreuung)

## Aufgaben
Das Seezeit Studierendenwerk Bodensee unterstützt und fördert Studierende in sozialen, wirtschaftlichen, gesundheitlichen und kulturellen Belangen. Dabei werden folgende Bereiche und Einrichtungen umfasst:
- Essen
- Wohnen
- Geld
- Beratung
- Kinder
- Leben

## Finanzierung
Das Seezeit Studierendenwerk ist ein sozial engagierter Dienstleister, der ausschließlich gemeinnützige Zwecke verfolgt und wirtschaftlich, aber nicht gewinnorientiert arbeitet. Das Studierendenwerk finanziert sich überwiegend durch eigene Einnahmen, die einen Gesamtanteil von knapp 70 % ausmachen. Der verbleibende Anteil wird durch die Semesterbeiträge der Studierenden mit 15 %, durch Landeszuschüsse, die 7 % ausmachen, sowie durch BAföG-Aufwandserstattungen und sonstige Zuschüsse mit jeweils 4 % finanziert.

### Studierendenwerksbeitrag
Der Studierendenwerksbeitrag wird bei der Immatrikulation beziehungsweise Rückmeldung ins nächste Semester mit dem Semesterbeitrag von allen Studierenden entrichtet. Der Semesterbeitrag setzt sich dabei zusammen aus Verwaltungskostenbeitrag, Studierendenschaftsbeitrag und dem Studierendenwerksbeitrag. Der Studierendenwerksbeitrag fließt beispielsweise in die kostenfreie Sozial- und psychotherapeutische Beratung, Kulturförderungen oder Nothilfe-Fonds.

### Solidarbeitrag Semesterticket
Ein Teil des Studierendenwerksbeitrags ist der Solidarbeitrag für das Semesterticket, der vollständig vom Seezeit Studierendenwerk Bodensee an die Verkehrsbetriebe weitergegeben wird. Durch diesen können die Verkehrsbetriebe ein Semesterticket für Studierende zu günstigen Preisen anbieten.

## Rechtsgrundlage und Organe
Das Seezeit Studierendenwerk Bodensee ist eine rechtsfähige Anstalt des öffentlichen Rechts. Es regelt seine Angelegenheiten selbst im Rahmen des Studierendenwerksgesetz Baden-Württemberg (StWG) durch Satzung. Das StWG in der Fassung vom 15. September 2005 (GBl. 2005, 621) zuletzt geändert durch Artikel 4 des Gesetzes vom 1. Dezember 2015 (GBl. S. 1047, 1052) stellt die Rechtsgrundlage dar. Es besteht eine Satzung, welche von der Vertretungsversammlung des Seezeit Studierendenwerks Bodensee zuletzt im Februar 2013 angepasst wurde. Organe des Seezeit Studierendenwerks Bodensee sind gemäß §4 StWG die Geschäftsführerin oder der Geschäftsführer, der Verwaltungsrat und die Vertretungsversammlung.

## Service und Dienstleistungen
Das Seezeit Studierendenwerk Bodensee betreibt Wohnanlagen, Mensen, Cafeterien und Kindertagesstätten für Studierende. In den beiden Kinderbetreuungsanlagen „Seezeit Kinderhaus“ in Konstanz sowie „Villa Kunterbunt“ in Weingarten stehen knapp 95 Betreuungsplätze, darunter Ganztagesplätze sowie verlängerte Vormittage mit Essen zur Verfügung. Zum Kernangebot des Seezeit Studierendenwerks Bodensee gehören die Bearbeitung von BAföG-Anträgen, die Beratung in finanziellen Angelegenheiten, die Sozialberatung, eine psychotherapeutische Beratungsstelle und andere soziale Dienstleistungen.
- Wohnanlagen
- Mensen, Cafeterien
- Studienfinanzierung: BAföG-Antrag, Studienkredite, Vergünstigungen, Nebenjobs
- Sozialberatung
- Psychotherapeutische Beratung
- Kinderkrippen- und Tagesstätten
- Studi-Magazin Campuls[4]

## Wohnanlagen, Mensen, Cafeterien und Cafés
| Ort             | Wohnanlagen | Mensen, Cafeterien und Cafés                                     |
| --------------- | --- | ---------------------------------------------------------------- |
| Konstanz        | - Europahaus - Jan-Hus-Haus - Paradies - Am Seerhein - Peterhauser Straße - Schürmann-Horster-Weg - Petershauser Bahnhof - Sonnenbühl West I - Sonnenbühl West II - Sonnenbühl Ost Gruppenhäuser - Sonnenbühl Ost Hochhaus - Sonnenbühlstr. 38–40 - Jungerhalde | - Mensa Gießberg - Mensa HTWG - CampusCafé - BibCafé - Strandbar |
| Ravensburg      | - Weingartshof | - Mensa Ravensburg                                               |
| Weingarten      | - Lazarettstraße | - Mensa Weingarten - Cafeteria Weingarten - KaffeeBar            |
| Friedrichshafen | - Fallenbrunnen | - Mensa Fallenbrunnen                                            |